# Alfredo Stroessner
Alfredo Stroessner Matiauda (3. studenog 1912. – 16. kolovoza 2006.), pisan još i kao Strössner, paragvajski diktator od 4. svibnja 1954. do 3. veljače 1989. godine.

## Životopis
Rodio se kao sin Huga Strössnera, Nijemca koji je u Paragvaj došao iz Bavarske, a radio je kao računovođa za pivovaru i Heriberte Matiauda, iz jedne od naijmućnijih paragvajskih obitelji.
Vojsci se pridružio 1929. godine. Dobio je čin poručnika, borio se u ratu za Chaco, i postao brigadir. Godine 1948. postao je najmlađi general u Južnoj Americi. Protivio se politici koju je provodio predsjednik Federico Chavez pa ga je svrgnuo u puču 1954. godine. Postao je predsjednik, a kasnije i diktator, vladao je 35 godina. Izabran je u devet mandata. Vladavinu su mu obilježila mučenja, otmice, i korupcija.
Bio je snažni pa i nasilni protu-komunist, te niti jedna komunistička zemlja nije imala veleposlanstvo u Paragvaju dok je on bio predsjednik. Jedina iznimka bila je Jugoslavija. Otplatio je sve zajmove koje je Paragvaju dala Svjetska banka, održavši valutu stabilnom.
Dan je počinjao u 4 sata ujutro, davajući naredbe iz kreveta, a na posao nije išao iza 6 ujutro. U podne je uzimao trosatnu pauzu, ali je prema nekim izvorima radio i do 1 sata poslije ponoći. Nikad nije išao na godišnji odmor dok je bio predsjednik.
Došavši na vlast, proglasio je opsadno stanje koje se obnavljao svaka tri mjeseca tokom mandata. Nije ga proglašavao samo tijekom izbora.
Papa Ivan Pavao II. posjetio je Paragvaj 1988. godine, osnaživši namjere disidenata. Dana 3. veljače 1989. godine, nakon što je po deveti put izabran kao jedini kandidat, svrgnut je u puču, pobjegao je iz zemlje u Brazil, gdje je živio posljednjih 17,5 godina. Umro je prirodnom smrću od upale pluća nakon što je operirao kilu. Imao je 93 godine.
Samo Fidel Castro je duže na vlasti od njega. Bivši predsjednik Nicanor Duarte odbio je svaku pomisao da mu se na bilo koji način oda počast.